# Franco Diogene
Franco Diogene, all'anagrafe Concetto Francesco Diogene (Catania, 20 ottobre 1947 – Genova, 27 maggio 2005), è stato un attore italiano.

## Biografia
Nato a Catania da padre siciliano e da madre ligure, crebbe a Genova, dove s'era trasferito con la famiglia all'età di 5 anni. Laureato in psicologia, per il cinema ha interpretato ruoli di caratterista, dalla presenza corpulenta e con una voce inconfondibile, in numerosi film, soprattutto nei filoni della commedia sexy all'italiana e del poliziottesco, in cui interpretò spesso e volentieri il ruolo del bonario grassone. È stato anche attivo nel teatro: esordì nel 1972 al Teatro Stabile di Genova.
Tra le principali pellicole in cui ha lavorato: Sabato, domenica e venerdì (1979), La casa stregata (1982), Attila flagello di Dio (1982), Il ragazzo di campagna (1984), 7 chili in 7 giorni (1986), La classe non è acqua (1997) e Innamorato pazzo (1981).
Ebbe anche occasione di recitare, alquanto saltuariamente, in produzioni di carattere internazionale, come Fuga di mezzanotte (1978) di Alan Parker, in cui si distinse nel ruolo del losco avvocato difensore turco Yesil (in cui, per esigenze di copione, recita interamente in turco) e ne Il nome della rosa (1986) di Jean-Jacques Annaud, in cui interpretava un inviato papale.
Negli ultimi anni di carriera, in cui aveva diradato le sue apparizioni al cinema anche a causa di problemi di salute, ha preso parte ad alcune fiction televisive. Nelle sue ultime interpretazioni risulta visibilmente dimagrito. È morto, all'età di 57 anni, per arresto cardio-circolatorio, all'ospedale San Martino di Genova, dopo un ricovero ospedaliero durato due settimane. È sepolto presso il cimitero di Staglieno, a Genova.

## Vita privata
Sposato, ha avuto una figlia.

## Filmografia parziale

### Cinema
- 2 mafiosi contro Al Capone, regia di Giorgio Simonelli (1966) - non accreditato
- Anastasia mio fratello, regia di Steno (1973)
- Teresa la ladra, regia di Carlo Di Palma (1974)
- Maria Rosa la guardona, regia di Marino Girolami (1974)
- Fatevi vivi, la polizia non interverrà, regia di Giovanni Fago (1974)
- Il piatto piange, regia di Paolo Nuzzi (1974)
- Il colonnello Buttiglione diventa generale, regia di Mino Guerrini (1974)
- Buttiglione diventa capo del servizio segreto, regia di Mino Guerrini (1975)
- Nude per l'assassino, regia di Andrea Bianchi (1975)
- Morte sospetta di una minorenne, regia di Sergio Martino (1975)
- La liceale, regia di Michele Massimo Tarantini (1975)
- La collegiale, regia di Gianni Martucci (1975)
- Il giustiziere di mezzogiorno, regia di Mario Amendola (1975)
- 40 gradi all'ombra del lenzuolo, regia di Sergio Martino (1976)
- La madama, regia di Duccio Tessari (1976)
- Signore e signori, buonanotte, registi vari (1976)
- Roma, l'altra faccia della violenza, regia di Marino Girolami (1976)
- I soliti ignoti colpiscono ancora - E una banca rapinammo per fatal combinazion (Ab morgen sind wir reich und ehrlich), regia di Franz Antel (1976)
- Taxi Girl, regia di Michele Massimo Tarantini (1977)
- Tentacoli, regia di Ovidio G. Assonitis (1977)
- Fuga di mezzanotte (Midnight Express), regia di Alan Parker (1978)
- Sabato, domenica e venerdì, regia di Castellano e Pipolo (1979)
- I contrabbandieri di Santa Lucia, regia di Alfonso Brescia (1979)
- Gardenia il giustiziere della mala, regia di Domenico Paolella (1979)
- La poliziotta della squadra del buon costume, regia di Michele Massimo Tarantini (1979)
- Supersexymarket, regia di Mario Landi (1979)
- Il viziaccio, regia di Mario Landi (1980)
- Delitto a Porta Romana, regia di Bruno Corbucci (1980)
- L'insegnante al mare con tutta la classe, regia di Michele Massimo Tarantini (1980)
- Trhauma, regia di Gianni Martucci (1980)
- Il minestrone, regia di Sergio Citti (1981)
- Innamorato pazzo, regia di Castellano e Pipolo (1981)
- Attenti a quei P2, regia di Pier Francesco Pingitore (1982)
- Grand Hotel Excelsior, regia di Castellano e Pipolo (1982)
- Attila flagello di Dio, regia di Castellano e Pipolo (1982)
- La casa stregata, regia di Bruno Corbucci (1982)
- Il paramedico, regia di Sergio Nasca (1982)
- Testa o croce, regia di Nanni Loy (1982)
- Don Camillo, regia di Terence Hill (1983)
- Stesso mare stessa spiaggia, regia di Angelo Pannacciò (1983)
- Il ragazzo di campagna, regia di Castellano e Pipolo (1984)
- Scemo di guerra, regia di Dino Risi (1985)
- Killer contro killers, regia di Fernando Di Leo (1985)
- Mare amore - Frammenti di storie d'amore, regia di Angelo Pann (Angelo Pannacciò) (1985)
- 7 chili in 7 giorni, regia di Luca Verdone (1986)
- Il nome della rosa, regia di Jean-Jacques Annaud (1986)
- Il burbero, regia di Castellano e Pipolo (1986)
- Il lupo di mare, regia di Maurizio Lucidi (1987)
- La dolce casa degli orrori, regia di Lucio Fulci (1989)
- Occhio alla perestrojka, regia di Castellano e Pipolo (1990)
- C'era un castello con 40 cani, regia di Duccio Tessari (1990)
- Fuga da Kayenta, regia di Fabrizio De Angelis (1991)
- Assolto per aver commesso il fatto, regia di Alberto Sordi (1992)
- Ci hai rotto papà, regia di Castellano e Pipolo (1993)
- La casa degli spiriti, regia di Bille August (1993)
- Piccolo grande amore, regia di Carlo Vanzina (1993)
- 18000 giorni fa, regia di Gabriella Gabrielli (1993)
- Poliziotti, regia di Giulio Base (1994)
- La classe non è acqua, regia di Cecilia Calvi (1996)
- La sindrome di Stendhal, regia di Dario Argento (1996)
- Un uomo perbene, regia di Maurizio Zaccaro (1999)
- Boom, regia di Andrea Zaccariello (1999)
- Proibito baciare, regia di Nicola Di Francescantonio (2000)
- I banchieri di Dio - Il caso Calvi, regia di Giuseppe Ferrara (2002)

### Televisione
- Un uomo da ridere, regia di Lucio Fulci – miniserie TV (1980)
- Investigatori d'Italia, regia di Paolo Poeti – miniserie TV (1987)
- Valentina – serie TV (1989)
- Un commissario a Roma – serie TV (1993)
- Anni '60, regia di Carlo Vanzina – miniserie TV (1999)
- Sospetti – serie TV (2000)
- Maria Goretti, regia di Giulio Base – film TV (2003)
- Il bell'Antonio, regia di Maurizio Zaccaro – miniserie TV (2005)

### Cortometraggi
- Il vestito nuovo dell'imperatore, regia di Emilio Uberti (1977)

## Teatro
- Il consiglio d'Egitto, regia di Antonio Moretti (1996)

## Doppiatori italiani
- Manlio De Angelis in La casa stregata, Nude per l'assassino, Gardenia il giustiziere della mala, Delitto a Porta Romana
- Sergio Fiorentini in La poliziotta della squadra del buon costume
- Michele Gammino in Tentacoli
- Rino Bolognesi in L'insegnante al mare con tutta la classe